# Diario de Morelos
Diario de Morelos es un periódico mexicano del Estado Libre y Soberano de Morelos propiedad del Grupo Braca de Comunicación. Fue fundado en la ciudad morelense de Cuernavaca por Federico Bracamontes Gálvez el 17 de abril de 1978.
En 2003, las publicaciones de Diario de Morelos tenían una tirada de 23 679 ejemplares diarios. Según datos del Padrón Nacional de Medios, su tirada diaria actual es de aproximadamente 41 000 ejemplares.

## Historia
El Diario de Morelos fue fundado el 12 de abril de 1978 por Federico Bracamontes Gálvez, entonces director general de Editoriales de México, como un periódico local con el objetivo de informar sobre los acontecimientos locales, nacionales e internacionales relevantes para la población de Morelos. El mismo 12 de abril se reunió en un desayuno informativo con la clase política local para hacerles conocedores del proyecto. Cinco días después, el 17 de abril de 1978 se publicaría el primer ejemplar.
A lo largo de los años ha seguido siendo un periódico de ámbito puramente local.

## Reconocimientos
Varios periodistas del Diario de Morelos han sido reconocidos por su excelencia periodística y su contribución al periodismo en México. Han recibido premios y reconocimientos tanto de nivel estatal como local por su cobertura informativa, su calidad editorial y su compromiso con la ética periodística.